# Parathelges neotenuicaudis
Parathelges neotenuicaudis là một loài chân đều trong họ Bopyridae. Loài này được Shyamasundari, Hanumantha Rao, Jalajakumari & Mary miêu tả khoa học năm 1993.